# Diffa
Pour la division administrative, voir Diffa (région).
Diffa est une ville et une commune urbaine du sud-est du Niger, chef-lieu de la région de Diffa et du département de Diffa.

## Géographie

### Situation
La ville est située au sud-est du Niger, près de la frontière du Nigéria (la frontière est à moins de 5 kilomètres), dans le département de Diffa, à environ 1 360 km à l'est de Niamey. Elle est située sur les rives de la rivière Komadougou Yobé, affluent du Lac Tchad, peuplée d'une avifaune aquatique de plus de cent espèces d'oiseaux. 
|           | Gueskérou         |           |
| Chétimari | Diffa             | Gueskérou |
|           | Mobbar ( Nigeria) |           |

## Étymologie
Diffa signifie en kanuri Diwa. Le mot est tiré de la phrase « Di wa Nallé wa », qui évoque la propreté tant corporelle que spirituelle des femmes et hommes de la région. Di veut dire cheveu blanc et Nallé veut dire henné qui a un double langage, celui de la séduction et de la magie à travers les différents rituels. Cette phrase « Di wa Nallé wa » fait allusion à la femme qui même vieille se teint de la poudre du henné arbrisseau originaire de l'orient et qui ressemble au troène. Les femmes de cette région ont des pieds, des mains ou seulement quelques doigts teints en rouge orangé ou brun. L’intérêt grandit d'un point de vue sociologique, quand on apprend que l'emploi de cette substance était recommandé par le prophète et que le henné est une plante bénie. Di wa Nallé wa céda un peu plus tard son nom à la région ou vivent ces personnes d'où le nom de « Diwa » que le colonisateur transforma en Diffa.

## Histoire
Au XIXe siècle, la région de Diffa relève du Royaume du Kanem-Bornou. Le canton de la Komadougou, est fondé en 1933 par l'administration coloniale son siège est à Bosso puis Gueskérou. La commune urbaine de Diffa est créée en 1985. 
La présence de deux bases militaires, au Nord, à Blabrine, et à Chétima Wangou à 25 km au Sud-Ouest, fait de la localité la cible régulière des attaques de Boko Haram. D'ailleurs les réfugiés seraient plus de 120 000 dans la région en provenance du Nigéria, ainsi que 110 000 déplacés intérieurs, d'après les Nations unies. Les opérations de l'armée nigérienne largement déployée dans la région donnent également lieu à des affrontements meurtriers avec les jihadistes. Cette atmosphère hautement conflictuelle donne parfois lieu à de  rumeurs, immédiatement amplifiées par les réseaux sociaux.

## Population et société

### La région de Diffa compte plus de 815.000 habitants d'apres les statistiques de INS Niger en 2022
La commune urbaine de Diffa comptait 48 005 habitants en 2011,.

### Enseignement
L'université de Diffa a été créée en 2014.

## Économie

### Services postaux
Niger Poste attribue au bureau de Diffa le code postal : 2000

### Agriculture
Les principales cultures de cette région sont les poivrons, le riz, le sorgho et le maïs.

### Transport et communication
La ville se trouve sur la route nationale N1, le grand axe ouest-est Niamey-Dosso-Maradi-Zinder-Diffa-N'Guigmi. la ville est dotée d'un aéroport pour le transport aérien.

## Culture et patrimoine

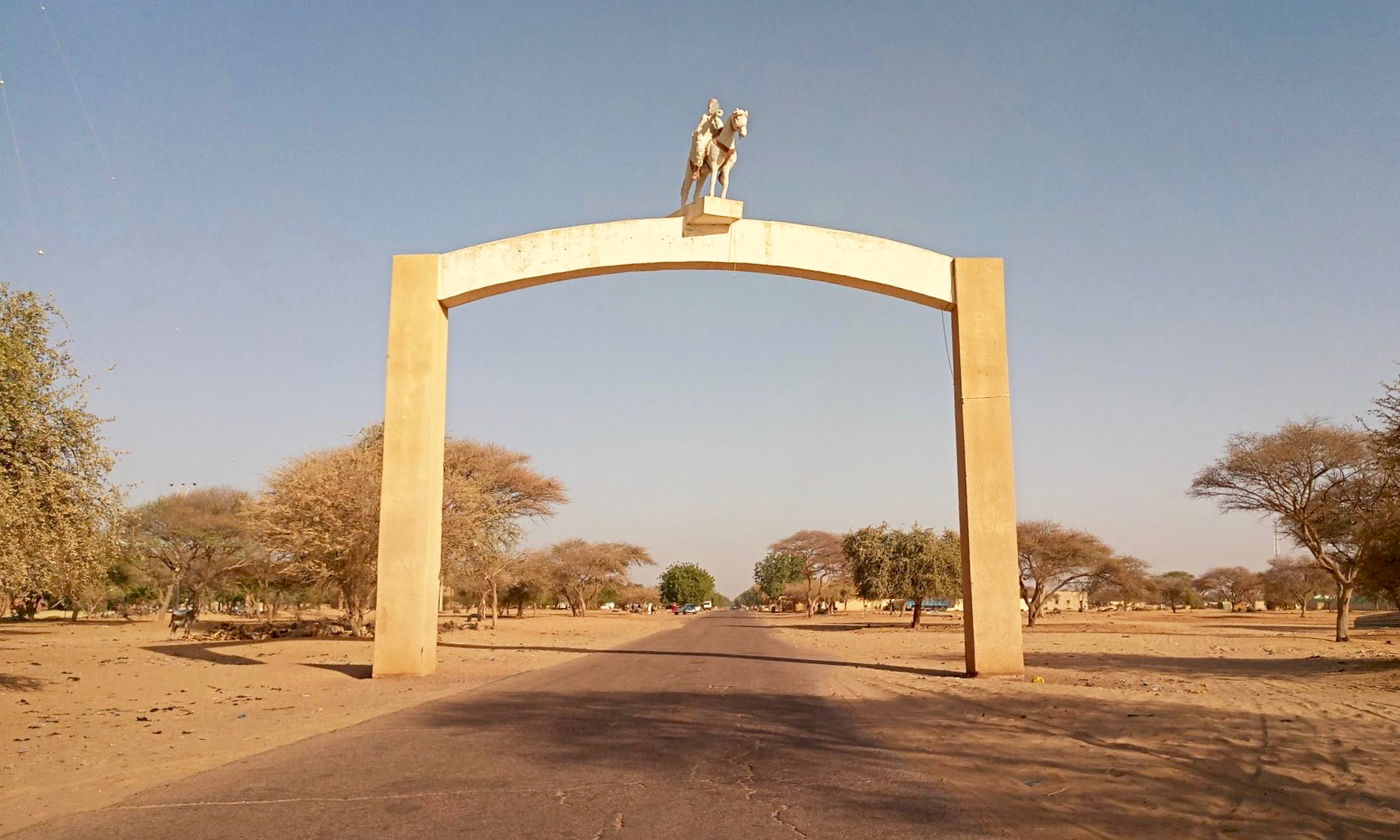
Porte Diffa Yerima, RN 1 (entrée ouest de Diffa)

La maison de la culture de Diffa fondée en 1981 dispose d'une bibliothèque. L'entrée occidentale de Diffa, est ornée d'une porte surmontée d'une sculpture de cheval liée à la culture Toubou et réalisée par le sculpteur Issoufou Lankondé.

## Personnalités
- Ibrahim Foukori (né en 1949), député nigerien